# Stabilimento Tesla di Fremont
Lo Stabilimento Tesla di Fremont (o Tesla Fremont Factory) è una fabbrica di batterie agli ioni di litio e di componenti per veicoli elettrici situata a Fremont, in California.  
La struttura è stata originariamente creata dalla General Motors nel 1962 come Fremont Assembly e successivamente è stata gestita dalla NUMMI, una joint venture GM-Toyota. Tesla ne ha acquisito la proprietà nel 2010. Lo stabilimento produce le Model S, Model X, Model 3 e Model Y, impiegando ad agosto 2022 circa 22.000 addetti.

## Automobili prodotte

### Auto in produzione
| Foto | Marca | Modello       | Inizio produzione |
| ---- | ----- | ------------- | ----------------- |
|      | Tesla | Tesla Model S | 2012              |
|      | Tesla | Tesla Model X | 2015              |
|      | Tesla | Tesla Model 3 | 2017              |
|      | Tesla | Tesla Model Y | 2020              |